# Гребаштица
Гребаштица је насељено мјесто у Далмацији. Припада граду Шибенику, у Шибенско-книнској жупанији, Република Хрватска.

## Географија
Гребаштица се налази око 14 км јужно од Шибеника.

## Становништво
Према попису становништва из 2011. године, насеље Гребаштица је имало 937 становника.
| Демографија | Демографија | Демографија |
| Година      | Становника  | Становника  |
| ----------- | ----------- | ----------- |
| 1971.       | 788         |             |
| 1981.       | 774         |             |
| 1991.       | 837         |             |
| 2001.       | 893         |             |
| 2011.       |             | 937         |

## Попис1991.
На попису становништва 1991. године, насељено место Гребаштица је имало 837 становника, следећег националног састава:
| Попис 1991.‍  | Попис 1991.‍  | Попис 1991.‍ | Попис 1991.‍ | Попис 1991.‍ |
| ------------ | ------------ | ----------- | ----------- | ----------- |
|              |              |             |             |             |
| Хрвати       | Хрвати       |             | 816         | 97,49%      |
| Мађари       | Мађари       |             | 1           | 0,11%       |
| Словенци     | Словенци     |             | 1           | 0,11%       |
| Срби         | Срби         |             | 1           | 0,11%       |
| остали       | остали       |             | 1           | 0,11%       |
| регион. опр. | регион. опр. |             | 1           | 0,11%       |
| непознато    | непознато    |             | 16          | 1,91%       |
| укупно: 837  |              |             |             |             |